# Висота трикутника

Різні типи висот трикутника. Висота може лежати в середині трикутника, на стороні або зовні трикутника.

Висота́ трику́тника — відрізок, проведений з вершини трикутника до прямої, яка містить сторону протилежну вершині, та перпендикулярний до неї. Висотою також називають довжину висоти трикутника, тобто відстань від вершини до протилежної сторони. Основою висоти називається точка перетину висоти та прямої, яка містить протилежну сторону. 
Висоту використовують для обчислення площі трикутника. Вона дорівнює половині добутку довжини висоти на довжину основи, тобто протилежної сторони:
{\displaystyle S={\frac {1}{2}}ah,}
де {\displaystyle a,\,h} — відповідно довжина сторони та висота трикутника ({\displaystyle h} від англ. height), опущена на цю сторону. Отже, найдовша висота трикутника буде лежати навпроти найкоротшої сторони трикутника. Висота пов'язана з довжинами сторін трикутника тригонометричними функціями.
У рівнобедреному трикутнику (трикутнику, в якому дві сторони конгруентні), висота, проведена до неконгруентної сторони, потрапляє у середню точку цієї сторони. Також, ця висота буде бісектрисою кута трикутника, з вершини якого вона проведена.
В прямокутному трикутнику висота, опущена на гіпотенузу, ділить її на два відрізки довжини m і n. Якщо довжину висоти позначити через {\displaystyle h_{c}}, то отримаємо співвідношення:
{\displaystyle h_{c}={\sqrt {mn}}}  (середнє геометричне)
В гострокутному трикутнику всі три висоти лежать всередині трикутника. В тупокутному трикутнику дві висоти опускаються на продовження сторін та лежать поза межами трикутника. В прямокутному трикутнику дві висоти збігаються з катетами цього трикутника.
Три висоти або їх продовження, перетинаються в одній точці, яка називається ортоцентром трикутника. Ортоцентр буде лежати всередині трикутника (і відповідно всі основи перпендикулярів лежать в трикутнику) тоді і тільки тоді, якщо трикутник не тупокутний (в ньому жоден з внутрішніх кутів не більший за прямий кут).

## Теорема про перетин висот трикутника

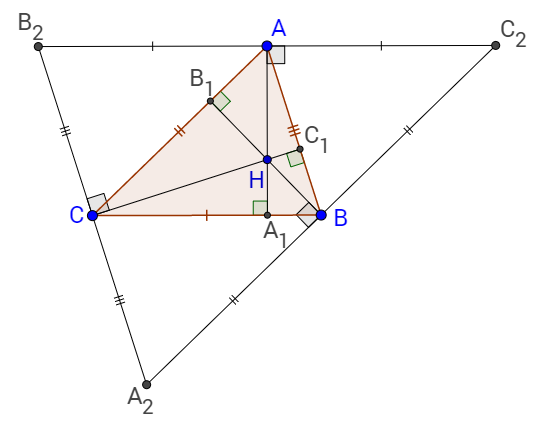
Ілюстрація доведення теореми про перетин висот трикутника

| Висоти трикутника (або їхні продовження) перетинаються в одній точці. |

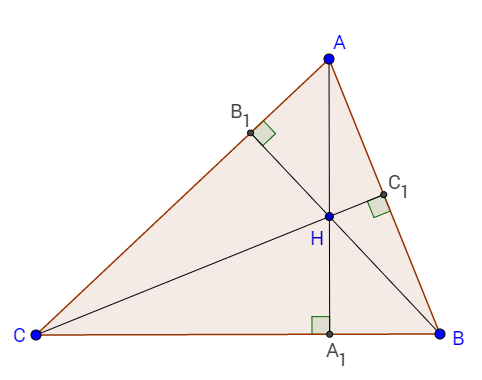
Три висоти трикутника перетинаються в одній точці, яка називається ортоцентром.

Точку перетину висот трикутника називають ортоцентром. В тупокутному трикутнику ортоцентр лежить поза межами трикутника. В гострокутному — всередині трикутника. В прямокутному трикутнику збігається з вершиною прямого кута.
Доведення теореми про перетин висот трикутника
Розглянемо довільний трикутник {\displaystyle ABC} і доведемо, що прямі {\displaystyle AA_{1}}, {\displaystyle BB_{1}}, {\displaystyle CC_{1}}, які містять його висоти, перетинаються в одній точці.
Проведемо через кожну вершину трикутника {\displaystyle ABC} пряму, паралельну протилежній стороні. Дістанемо трикутник {\displaystyle A_{2}B_{2}C_{2}}. Точки {\displaystyle A}, {\displaystyle B} і {\displaystyle C} є серединами сторін цього трикутника. Справді, {\displaystyle AB=A_{2}C} і {\displaystyle AB=CB_{2}} як протилежні сторони паралелограмів {\displaystyle ABA_{2}C} і {\displaystyle ABCB_{2}}, а тому точка {\displaystyle C} є серединою стороною {\displaystyle A_{2}B_{2}}. Аналогічно точки {\displaystyle A} та {\displaystyle B} є серединами сторін {\displaystyle B_{2}C_{2}} та {\displaystyle A_{2}C_{2}} відповідно.
Крім того, як випливає з побудови, {\displaystyle AA_{1}\perp B_{2}C_{2}}, {\displaystyle BB_{1}\perp A_{2}C_{2}} і {\displaystyle CC_{1}\perp A_{2}B_{2}}. Таким чином, прямі {\displaystyle AA_{1}}, {\displaystyle BB_{1}}, {\displaystyle CC_{1}} є серединними перпендикулярами до сторін трикутника {\displaystyle A_{2}B_{2}C_{2}}, а тому перетинаються в одній точці як серединні перпендикуляри (відомо, що серединні перпендикуляри в довільному трикутнику перетинаються в одній точці).

## Властивості висот рівнобедреного трикутника

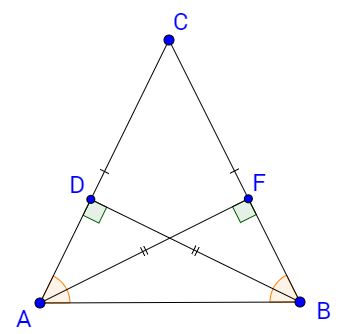
Висоти, опущені на бічні сторони рівнобедреного трикутника, рівні між собою

- У рівностороннього трикутника всі три висоти рівні.
- В рівнобедреному трикутнику (трикутник в якому дві сторони конгруентні) висота проведена до його основи є одночасно і медіаною, і бісектрисою.

Доведення.

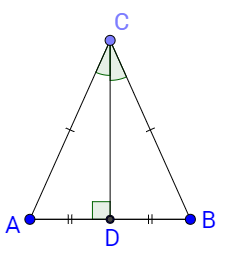
Висота в рівнобедреному трикутнику є одночасно і медіаною, і бісектрисою.

Нехай дано рівнобедрений трикутник {\displaystyle ABC} ({\displaystyle AC=BC}). Опустимо з вершини {\displaystyle C} на основу {\displaystyle AB} висоту {\displaystyle CD}. Утворилося два прямокутних трикутники: {\displaystyle ACD} та {\displaystyle BCD}. Оскільки ці прямокутні трикутники мають спільний катет {\displaystyle CD} та конгруентні (рівні) гіпотенузи {\displaystyle AC} та {\displaystyle BC} (за умовою), то ці трикутники конгруентні за катетом та гіпотенузою (див. ознаки рівності трикутників). Звідси маємо, що й інші два катети в цих трикутників конгруентні між собою, тобто {\displaystyle AD=BD}. Остання рівність означає, що висота {\displaystyle CD} в рівнобедреному трикутнику {\displaystyle ABC} є також і медіаною цього трикутника. Також з конгруентності трикутників {\displaystyle ACD} та {\displaystyle BCD} випливає рівність відповідних кутів {\displaystyle \angle ACD} та {\displaystyle \angle BCD}. Звідси маємо, що висота {\displaystyle CD} є бісектрисою кута {\displaystyle \angle C}, оскільки вона ділить цей кут на два рівних кути.
- Справедливе і обернене твердження: якщо висота є одночасно медіаною і бісектрисою, то трикутник рівнобедрений. Хоча достатньо вимагати, щоб висота була або медіаною, або бісектрисою, адже ці твердження випливають одне з одного.

Доведення.
Нехай висота {\displaystyle CD} трикутника {\displaystyle ABC} є також і його медіаною. Тоді, за означенням медіани, {\displaystyle AD=BD}. Тоді прямокутні трикутники {\displaystyle ACD} та {\displaystyle BCD} конгруентні за двома катетами, оскільки {\displaystyle AD=BD}, а катет {\displaystyle CD} в них спільний. З конгруентності цих трикутників випливає, що і гіпотенузи в цих трикутників конгруентні. Отже, {\displaystyle AC=BC}, а тому трикутник {\displaystyle ABC} є рівнобедреним.
Нехай висота {\displaystyle CD} трикутника {\displaystyle ABC} є також і його бісектрисою. Тоді, за означенням бісектриси, {\displaystyle \angle ACD=\angle BCD}. Тоді прямокутні трикутники {\displaystyle ACD} та {\displaystyle BCD} конгруентні за спільним катетом {\displaystyle CD} та гострими кутами {\displaystyle \angle ACD} та {\displaystyle \angle BCD}. З конгруентності цих трикутників випливає, що і гіпотенузи в цих трикутників конгруентні. Отже, {\displaystyle AC=BC}, а тому трикутник {\displaystyle ABC} є рівнобедреним.
- Якщо в трикутнику дві висоти рівні, то трикутник — рівнобедрений, причому рівними будуть сторони, на які опущено висоту.

Доведення.
І спосіб.
Нехай дано трикутник {\displaystyle ABC}, {\displaystyle AF} та {\displaystyle BD} — його висоти, причому {\displaystyle AF=BD}. Тоді прямокутні трикутники {\displaystyle ACF} та {\displaystyle BCD} конгруентні за катетом та гострим кутом, оскільки для цих трикутників кут {\displaystyle \angle C} є спільним. З конгруентності цих трикутників випливає, що і гіпотенузи в цих трикутників конгруентні, тобто {\displaystyle AC=BC}, а тому трикутник {\displaystyle ABC} є рівнобедреним.
ІІ спосіб.
Нехай дано трикутник {\displaystyle ABC}, {\displaystyle AF} та {\displaystyle BD} — його висоти, причому {\displaystyle AF=BD}. Тоді прямокутні трикутники {\displaystyle ADB} та {\displaystyle ABF} конгруентні за катетом та спільною гіпотенузою {\displaystyle AB}. З конгруентності цих трикутників випливає, що і кути {\displaystyle \angle DAB} та {\displaystyle \angle FBA} конгруентні. А це є достатньою умовою, щоб трикутник {\displaystyle ABC} був рівнобедреним.
- Справедливе і обернене твердження: в рівнобедреному трикутнику висоти, опущені на бічні сторони, рівні між собою.

Доведення.
Нехай дано рівнобедрений трикутник {\displaystyle ABC} ({\displaystyle AC=BC}), {\displaystyle AF} та {\displaystyle BD} — його висоти. За властивістю рівнобедреного трикутника, кути при основі рівні між собою, тобто {\displaystyle \angle CAB=\angle CBA}. Тоді прямокутні трикутники {\displaystyle ADB} та {\displaystyle ABF} конгруентні за спільною гіпотенузою {\displaystyle AB} та гострим кутом. З конгруентності цих трикутників випливає, що і катети {\displaystyle AF} та {\displaystyle BD} конгруентні, тобто {\displaystyle AF=BD}.

## Властивості основ висот трикутника
Основи висот утворюють так званий ортоцентричний трикутник, що володіє власними властивостями.
- Описане навколо ортоцентричного трикутника коло є так званим колом Ейлера. На цьому колі окрім основ висот даного трикутника (вершин ортоцентричного трикутника) також лежать три середини сторін трикутника та три середини відрізків, що з'єднують ортоцентр з вершинами трикутника (див. Коло дев'яти точок).

- У будь-якому трикутнику відрізок, що з'єднує основи двох висот трикутника (сторона ортоцентричного трикутника), відсікає трикутник подібний даному.
- Висоти трикутника є бісектрисами відповідного йому ортоцентричного трикутника.
- Вершини трикутника є центрами зовнівписаних кіл відповідного йому ортоцентричного трикутника.
- Серед усіх трикутників, вершини яких по одній лежать на сторонах даного трикутника, ортоцентричний має найменший периметр.
- У трикутнику відрізок, що з'єднує основи двох висот трикутника, що лежать на двох сторонах, антипаралельний третій стороні, з якою він не має спільних точок. Через два його кінці та два кінці третьої згаданої сторони завжди можна провести коло.

## Інші властивості висот трикутника
- Якщо трикутник різносторонній, то його внутрішня бісектриса, проведена з будь-якої вершини, лежить між внутрішніми медіаною та висотою, проведеними із тієї ж вершини, що рівносильно нерівності {\displaystyle h_{a}<l_{a}<m_{a}}.

- Висота трикутника ізогонально спряжена діаметру (радіусу) описаного кола, проведеного з тієї ж самої вершини, тобто прямі, що містять цей радіус та висоту є симетричними відносно бісектриси кута при цій же вершині.
- Два трикутники конгруентні за трьома висотами.
- У прямокутному трикутнику висота, проведена з вершини прямого кута, розбиває його на два трикутники, подібних даному.

## Основні відношення
- {\displaystyle h_{a}=b{\cdot }\sin \gamma =c{\cdot }\sin \beta }.
- {\displaystyle S={\frac {1}{2}}ah_{a}={\frac {1}{2}}bh_{b}={\frac {1}{2}}ch_{c}}, де {\displaystyle a},  {\displaystyle b} , {\displaystyle c} — сторони трикутника, а {\displaystyle h_{a}}, {\displaystyle h_{b}}, {\displaystyle h_{c}} — висоти, опущені на відповідні сторони трикутника.
- {\displaystyle h_{a}={\frac {2{\cdot }S}{a}}={\frac {b{\cdot }c}{2{\cdot }R}}}, де {\displaystyle S} — площа трикутника, {\displaystyle a} — сторона трикутника, до якої проведена висота, {\displaystyle b} , {\displaystyle c} — бічні сторони, {\displaystyle R} — радіус описаного кола.
- {\displaystyle h_{a}:h_{b}:h_{c}={\frac {1}{a}}:{\frac {1}{b}}:{\frac {1}{c}}=(b{\cdot }c):(a{\cdot }c):(a{\cdot }b).}
- {\displaystyle {\frac {1}{h_{a}}}+{\frac {1}{h_{b}}}+{\frac {1}{h_{c}}}={\frac {1}{r}}}, де {\displaystyle r} — радіус вписаного кола.
- {\displaystyle S={\frac {1}{\sqrt {({\frac {1}{h_{a}}}+{\frac {1}{h_{b}}}+{\frac {1}{h_{c}}}){\cdot }({\frac {1}{h_{a}}}+{\frac {1}{h_{b}}}-{\frac {1}{h_{c}}}){\cdot }({\frac {1}{h_{a}}}+{\frac {1}{h_{c}}}-{\frac {1}{h_{b}}}){\cdot }({\frac {1}{h_{b}}}+{\frac {1}{h_{c}}}-{\frac {1}{h_{a}}})}}}}, де {\displaystyle S} — площа трикутника.
- {\displaystyle a={\frac {2}{h_{a}{\cdot }{\sqrt {({\frac {1}{h_{a}}}+{\frac {1}{h_{b}}}+{\frac {1}{h_{c}}}){\cdot }({\frac {1}{h_{a}}}+{\frac {1}{h_{b}}}-{\frac {1}{h_{c}}}){\cdot }({\frac {1}{h_{a}}}+{\frac {1}{h_{c}}}-{\frac {1}{h_{b}}}){\cdot }({\frac {1}{h_{b}}}+{\frac {1}{h_{c}}}-{\frac {1}{h_{a}}})}}}}}, {\displaystyle a} — сторона трикутника до якої проведена висота {\displaystyle h_{a}} (наслідок з попередньої формули).
- Висота {\displaystyle h_{c}} рівнобедреного трикутника, проведена до основи, обчислюється за формулою {\displaystyle h_{c}={\frac {1}{2}}{\cdot }{\sqrt {4a^{2}-c^{2}}}}, де {\displaystyle c} — основа рівнобедреного трикутника, а {\displaystyle a} — бічна сторона. Зокрема, коли трикутник рівносторонній, формула набуває вигляду {\displaystyle h=a{\cdot }{\frac {\sqrt {3}}{2}}}, де {\displaystyle a} — сторона трикутника.

## Теорема про висоту прямокутного трикутника
Нехай {\displaystyle h} — висота прямокутного трикутника {\displaystyle ABC}, опущена на гіпотенузу прямого кута, і нехай вона ділить гіпотенузу на відрізки {\displaystyle m} та {\displaystyle n}, які є проєкціями катетів {\displaystyle a} та {\displaystyle b} на гіпотенузу {\displaystyle c} відповідно.
Тоді справедливі наступні рівності:
1. {\displaystyle h^{2}=n{\cdot }m}
2. {\displaystyle a^{2}=c{\cdot }m}
3. {\displaystyle b^{2}=c{\cdot }n}
4. {\displaystyle h{\cdot }c=a{\cdot }b}

Доведення.
Трикутники {\displaystyle ACH}, {\displaystyle BCH} та {\displaystyle ABC} подібні між собою (за гострим кутом як прямокутні трикутники).
З подібності трикутників {\displaystyle ACH} та {\displaystyle ABC} маємо, що {\displaystyle {\frac {h}{a}}={\frac {b}{c}}={\frac {n}{b}}}. Звідси випливає, що {\displaystyle b^{2}=c{\cdot }n} та {\displaystyle h{\cdot }c=a{\cdot }b}. Також звідси випливає рівність {\displaystyle h={\frac {a{\cdot }n}{b}}}.
З подібності трикутників {\displaystyle BCH} та {\displaystyle ABC} маємо, що {\displaystyle {\frac {h}{b}}={\frac {a}{c}}={\frac {m}{a}}}. Звідси випливає, що {\displaystyle a^{2}=c{\cdot }m}. Також звідси випливає рівність {\displaystyle h={\frac {b{\cdot }m}{a}}}.
Оскільки {\displaystyle h={\frac {a{\cdot }n}{b}}} та {\displaystyle h={\frac {b{\cdot }m}{a}}}, то, помноживши між собою праві та ліві частини рівностей, одержимо {\displaystyle h^{2}={\frac {a{\cdot }n}{b}}{\cdot }{\frac {b{\cdot }m}{a}}=n{\cdot }m}.
Таким чином доведено всі чотири рівності.
Рівність {\displaystyle h^{2}=n{\cdot }m} можна переписати наступним чином: {\displaystyle h={\sqrt {n{\cdot }m}}}. Це означає, що довжина висоти прямокутного трикутника, опущеної з вершини прямого кута на гіпотенузу, є середнім геометричним довжин відрізків, на які ця висота ділить гіпотенузу.